# Liste der Kulturdenkmäler in Walhausen
In der Liste der Kulturdenkmäler in Walhausen sind alle Kulturdenkmäler der rheinland-pfälzischen Ortsgemeinde Walhausen aufgeführt. Grundlage ist die Denkmalliste des Landes Rheinland-Pfalz (Stand: 21. September 2023).

## Einzeldenkmäler
| Bezeichnung         | Lage                | Baujahr | Beschreibung     | Bild            |
| ------------------- | ------------------- | ------- | ---------------- | --------------- |
| Katholische Kapelle | Hauptstraße 11 Lage | um 1930 | Saalbau, um 1930 | Fotos hochladen |